# Calliandra caeciliae
Calliandra caeciliae es una especie americana perteneciente a la subfamilia de las Mimosóideas dentro de las leguminosas (Fabaceae).

## Descripción
Son arbustos o árboles pequeños, hasta 5 (–8) m de alto. Pinnas 1 par, generalmente producidas en ramitas laterales cortas cubiertas por estípulas persistentes, imbricadas; folíolos (15–) 20–40 pares por pinna, oblongo-lineares, 5–11 mm de largo y 1–2 mm de ancho. Capítulos obconiformes, heteromorfos, pedúnculos axilares, 1.5–2 cm de largo, flores glabras; cáliz campanulado, 1.5–3 mm de largo; corola tubular-infundibuliforme, 4–7 mm de largo, membranosa; filamentos blancos en la base y rosados en la mitad distal, tubo estaminal ligeramente exerto, excepto en la flor central en donde es fuertemente exerto. Fruto coriáceo, glabro.

## Distribución y hábitat
Relativamente común, se encuentra en laderas pedregosas o al borde de ríos y arroyos estacionales, en la zona norcentral; a una altitud de 280–1200 m; desde México (Nayarit) a Nicaragua, a lo largo de la vertiente del Océano Pacífico. Esta especie se puede separar de Calliandra surinamensis la cual es cultivada en Nicaragua, por su mayor tamaño, partes vegetativas y reproductivas más pequeñas, más pares de folíolos por pinna, y especialmente por sus ramitas cortas cubiertas por estípulas imbricadas y persistentes.

## Taxonomía
Calliandra caeciliae fue descrita por  Hermann Harms  y publicado en Repertorium Specierum Novarum Regni Vegetabilis 17(4–7): 89. 1921.
Etimología
Calliandra: nombre genérico derivado del griego kalli = "hermoso" y andros = "masculino", refiriéndose a sus estambres bellamente coloreados.
caeciliae: epíteto
Sinonimia
- Anneslia caeciliae (Harms) Britton & Rose
- Anneslia densifolia (Harms) Britton & Rose
- Calliandra densifolia Harms[3]

## Nombre común
- Cinchote, Guaricho (Guerrero